# NGC 5078
NGC 5078は、うみへび座にある渦巻銀河である。NGC 5746と似た構造である。NGC 5078は、地球から約9400万光年離れていると推定されている。